# 시먼즈 파슨스 시스크
시먼즈 파슨스 시스크(영어: Simonds Farsons Cisk), 간단히 파슨스(Farsons)로 잘 알려진 몰타의 맥주회사이다.

## 제품
파슨스는 라거, 에일, 스타우트를 제조한다. 시스크 라거 범위에는 시스크 (라거), 시스크 엑스포트 (프리미엄 라거), 시스크 필스너 (프리미엄 독일식 필스), 시스크 엑스트라 스트롱 (엑스트라 스트롱 라거), 시스크 엑셀 (저탄수화물 라거), 시스크 칠 레인지 (레몬, 베리, 진저 라임 라거)있다. 다른 맥주로는 호프리스 (페일 에일), 파슨스 더블 레드 (영국식 스트롱 에일), 파슨스 IPA (인디아 페일 에일), 블라 레이블 (라이트 마일드), 랙토 (밀크 스타우트)가 있다.